# Oscar Quiroga
Oscar Quiroga (1957) é um astrólogo argentino, naturalizado brasileiro.
Estuda a relação entre os astros e a humanidade.

## Biografia

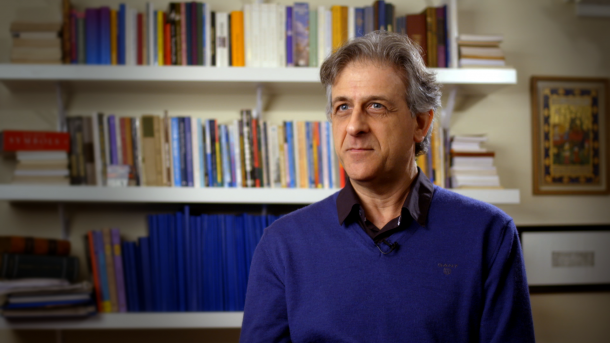
Quiroga, 2014

Iniciou a carreira no curso de medicina em Buenos Aires e o abandonou no quarto ano fugindo da repressão política. Em 1978 veio ao Brasil para visitar amigos na cidade de Arraial do Cabo e lá teve primeiro contato com o esoterismo. Na época, amigos estavam em busca de extra-terrestres e discos voadores. Essa expêriencia mudou o rumo da vida de Quiroga.
A visão que tinha do ser humano até então, ero o uma máquina fisiológica, depois disso passou a comnpreender que a espécie humana é algo que vai muito além. Compreendeu que o sistema solar seria uma espécie de átomo integrante de um corpo colossal, que é o que se chama de humano cósmico. A partir disso passou a buscar a astrologia, a Yoga e as chamadas pseudo ciências esotéricas.
Em 1979 foi iniciado na escola de Yoga Suddaha Dharma Mandalam e assim começou a trilhar o caminho das estrelas.
Já em 1986 o astrólogo chegou aos jornais por acaso. Devido à necessidade financeira calculava e lia mapas astrais, e assim, foi convidado para dar aulas de astrologia em um instituto esotérico da Puc-SP, onde cursou psicologia. Neste mesmo ano começou a assinar a uma coluna diária de horóscopo para o Caderno 2 Jornal O Estado de S. Paulo. Neste tempo que escreveu para o jornal, Quiroga elaborou uma linguagem que futuramente se tornaria um estilo [carece de fontes?].
Desde então é consultor em revistas, emissoras de rádio e TV interessados em astrologia.
Em 2007 foi convidado a ocupar a Cadeira de Letras Astrológicas da Academia de Letras do Distrito Federal.
1. ↑  http://tvbrasil.ebc.com.br/entreoceueaterra/bastidores/astrologia